# اقتصاد آب شور و آب شیرین
در علم اقتصاد، مکتب آب شیرین، اشاره به دانشمندان اقتصاد کلان آمریکایی دارد که در اوایل دههٔ ۱۹۷۰، اتفاق‌نظر موجود در تحقیقات اقتصاد کلان را مورد نقد قرار دادند. عنصر کلیدی در این رویکرد در علم اقتصاد، این استدلال بود که اقتصاد کلان، باید به صورت پویا، کمّی، و بر این اساس مورد مطالعه قرار گیرد که چگونه افراد و سازمان‌ها در بازارها مشارکت کرده و چگونه تحت شرایط عدم اطمینان تصمیم‌گیری می‌کنند.
کانون این رویکرد جدید در اقتصاد کلان، اقتصاددانان دانشگاه کارنگی ملون، دانشگاه شیکاگو، دانشگاه مینه‌سوتا و دانشگاه روچستر بودند. این جریان فکری،به این دلیل "مکتب آب شیرین" نامیده شده‌است که پیتسبرگ، شیکاگو، روچستر، و مینیاپولیس در نزدیکی دریاچه‌های بزرگ آمریکای شمالی واقع شده‌اند.
رویکرد دیگر در روش‌شناسی تحقیقات اقتصاد کلان، به‌طور اساسی مورد حمایت اقتصاددانان دانشگاه‌ها و سایر مؤسسات واقع در نزدیکی سواحل شرقی و غربی ایالات متحده قرار داشت؛ دانشگاه‌هایی شامل دانشگاه کالیفرنیا، دانشگاه برکلی، دانشگاه براون، دانشگاه هاروارد، دانشگاه پنسیلوانیا، دانشگاه پرینستون، دانشگاه کلمبیا، و دانشگاه ییل. این رویکرد، به عنوان مکاتب آب شور شناخته می‌شوند. هر یک از این مکاتب، اندیشه‌های مکتب دیگر را تحت تأثیر قرار داده است، و بسیار از اندیشه‌های مکتب آب شیرین در جریان اصلی تحقیقات علم اقتصاد رجحان یافته‌اند.